# Émile Digeon
Émile Stanislas Digeon, né le 7 décembre 1822 à Limoux (Aude) et mort le 24 mars 1894 à Trèbes dans le même département, est un journaliste, militant républicain, révolutionnaire, socialiste et anarchiste français.
Opposant au Second Empire, il est proscrit en Algérie française, s'évade et se réfugie à Majorque. Revenu en France en 1868, il est un militant républicain radical dans le Midi à partir de 1870 et dirige la Commune de Narbonne, du 24 au 31 mars 1871.
Jugé et acquitté, il est ensuite candidat sans succès à plusieurs élections. Ami de Jules Guesde, Louise Michel, Clément Duval, Auguste Blanqui, Louis Blanc et Jules Vallès, il affirme des convictions de plus en plus anarchistes.

## Biographie

### Opposant à l'Empire
Émile Digeon est le fils de Stanislas Digeon, avocat à Limoux puis à Montpellier et militant républicain franc-maçon pendant la Restauration et la monarchie de Juillet. Après la révolution de février 1848, Stanislas Digeon est membre de la commission municipale provisoire de Montpellier.
Émile Digeon, après des études de droit, devient journaliste au Suffrage Universel, journal républicain de Montpellier. Avec Armand Barbès, qu'il vénère, il fait partie des fondateurs du parti républicain dans l'Aude. Émile Digeon et son père sont arrêtés après le coup d'État du 2 décembre 1851 lors d'une réunion de protestation et emprisonnés à Montpellier. Émile Digeon appelle à l'assassinat de Louis-Napoléon Bonaparte : « Nous n’avons plus de ressources que dans la balle qui nous délivrera de ce monstre. ».
Émile Digeon et son père Stanislas sont  condamnés à la déportation en Algérie française. Ils s'évadent ensemble et se réfugient à Palma de Majorque le 2 octobre 1852. Le père, Stanislas, quitte les Baléares dès 1855 pour revenir en France, mais son fils Émile y reste jusqu'en 1868 et s'intègre à la bourgeoisie locale, en épousant Hélène Choussat, veuve de Basile Canut, un riche banquier originaire de Montferrand (Aude). Émile Digeon gère la banque au nom de sa femme et des enfants de celle-ci, mineurs. Après la libéralisation politique du Second Empire, Émile Digeon et son épouse reviennent en France en 1868. Résidant surtout à Paris, il écrit dans des journaux républicains.

### Républicain radical dans le Midi
Il retourne dans le Sud à la fin de l'année 1870 et y participe aux mouvements révolutionnaires. Ancien proscrit, il jouit d'une certaine popularité. Il parcourt tout le Midi de la France pour participer à la naissance de divers ligues et comités républicains. Représentant les républicains de Carcassonne, il est à l'origine de la réunion de délégués républicains de 15 départements à Lyon le 25 septembre 1870. Le 23 octobre, il prend la tête d'un nouveau Comité central républicain du département de l'Aude. Avec des républicains délégués de 13 départements, il participe à la création, à Toulouse, de la Ligue du Sud-Ouest les 20 et  21 novembre,. Le 31 janvier 1871, il est vice-président du Comité de Salut public formé à Carcassonne.
À Narbonne, le 12 mars 1871, dans un discours prononcé au Club de la Révolution devant 2 000 personnes, il réclame l'armement de la Garde nationale et l'adoption du drapeau rouge : 

« Des armes, des armes ! Tout citoyen a le droit d'en avoir comme seule sanction sérieuse, efficace, de ses droits. Ce n'est pas sans étonnement que je viens d'apprendre que la Garde nationale de Narbonne ne possède pas un fusil, quand celle de Carcassonne est armée depuis quinze jours, trop tardivement, cependant. 
Pour ma part, je le dis hautement, le drapeau rouge est le mien. [...] C'est le drapeau du sang de nos martyrs, depuis celui que Bailly et La Fayette firent couler au Champ-de-Mars jusqu'à celui qui a été successivement répandu par les thermidoriens, le Premier Empire, la Restauration, Louis-Philippe, Cavaignac, Napoléon III et le gouvernement de la prétendue Défense nationale.
[...] Que chaque ville constitue un comité qui sera représenté au Comité central par un délégué. »

L'armement de la Garde nationale est une demande réitérée des républicains narbonnais, qui a été systématiquement refusée par les autorités. Émile Digeon dit aux militants socialistes narbonnais exactement ce qu’ils ont besoin d'entendre et donne par là même une structure à leurs revendications.

### Dirigeant de la Commune de Narbonne
Le club révolutionnaire de Narbonne fait appel à Émile Digeon parce que ses membres estiment qu'il faut comme chef de leur futur mouvement insurrectionnel un homme de réseaux, expérimenté et bon orateur et parce qu'ils se rappellent son discours du 12 mars. Avant d'accepter, Digeon propose à son ami Théophile Marcou, maire de Carcassonne, d'être ce chef que les révolutionnaires narbonnais attendent, mais celui-ci refuse et lui déconseille cette aventure, selon lui vouée à l'échec.

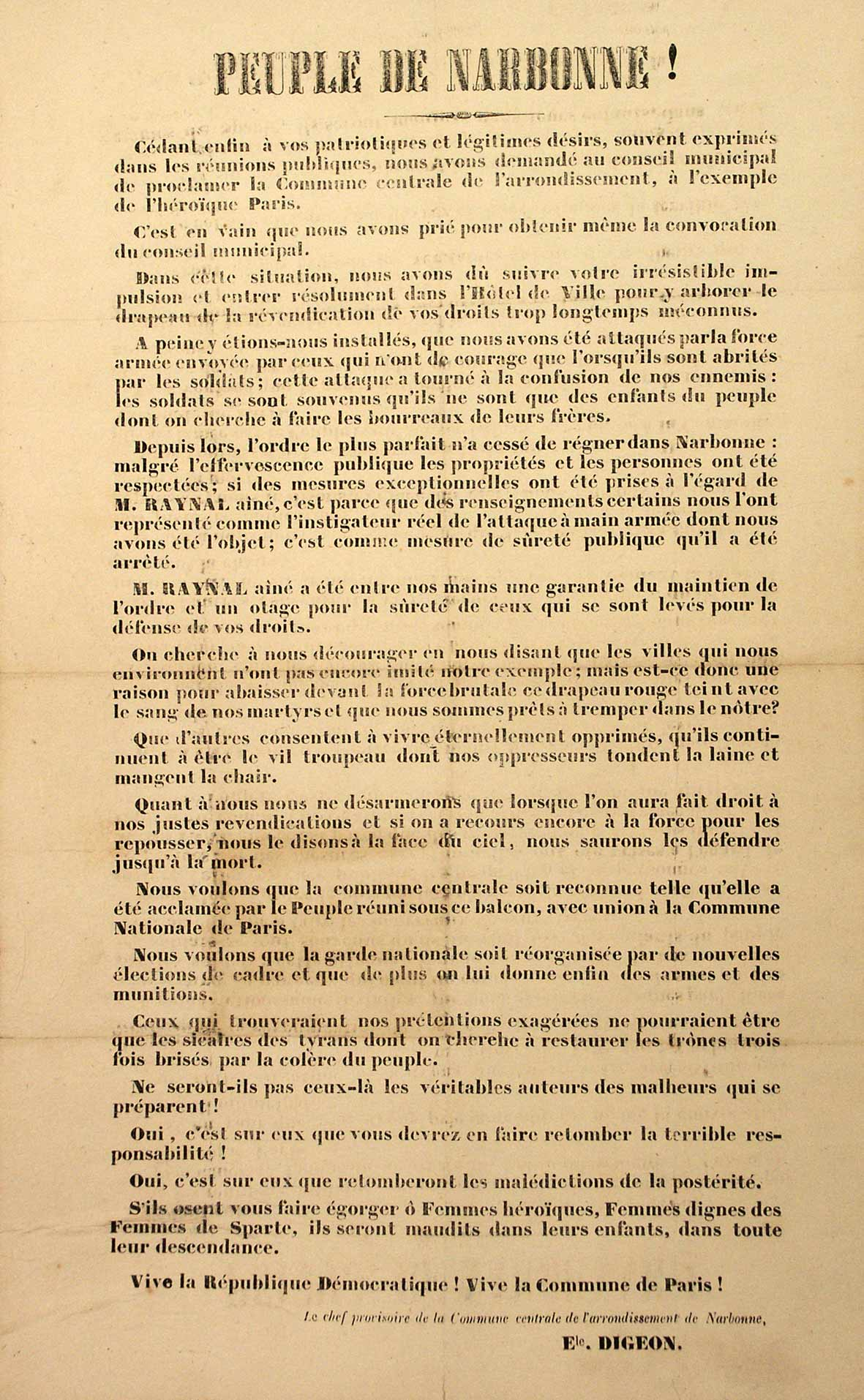
Affiche de la Commune de Narbonne signée par Émile Digeon, « Chef provisoire de la Commune de l'arrondissement de Narbonne », 30 mars 1871.

Digeon arrive à Narbonne le soir du 23 mars. Le lendemain soir 24 mars, un groupe d'environ 250 hommes armés envahit l'hôtel de ville de Narbonne et demande à Digeon de prendre la tête du mouvement. Il proclame la Commune centrale de l'arrondissement de Narbonne (souvent appelée Commune de Narbonne), ainsi que son adhésion au mouvement créé par la Commune de Paris.
La Commune de Narbonne commence donc par l'occupation de la mairie. Le lendemain 25 mars, les autorités tentent de reprendre la mairie avec une compagnie du 52e régiment d'infanterie et des gardes nationaux, mais les militaires se mutinent et environ 250 d'entre eux rejoignent les insurgés.
La Commune de Narbonne tient une semaine, essentiellement grâce à l'activité de Digeon. Le 26 mars, il met sur pied l'occupation de la sous-préfecture par une partie de ses troupes, lui-même restant à l'hôtel de ville. Il fait appel sans succès aux maires des grandes villes voisines, Toulouse, Carcassonne, Béziers, Sète et Perpignan. Les dépêches qu'il prépare ne sont, semble-t-il, jamais envoyées. Digeon échoue à étendre la revolte à d'autres villes du Languedoc, alors que c'était son projet.
Légaliste en matière financière, Digeon négocie un accord avec le receveur municipal, qui accorde une avance de deux mille francs, à restituer grâce à de futurs impôts, pour approvisionner les troupes. Le 29 mars au matin, à la tête d'une centaine d'hommes, il entre dans l'arsenal. Ses hommes confisquent les armes et les soldats présents les rejoignent. Le même jour, il tente de faire couper les voies de chemin de fer, mais sans succès, ce qui permettra l'arrivée des troupes envoyées par le pouvoir à Narbonne.

### Défaite et procès
Pour réprimer cette insurrection, les autorités font appel aux tirailleurs algériens, les turcos, qui arrivent le soir du  29 mars et qui sont renforcés par d'autres troupes. Le 30 mars, Digeon fait barricader l'hôtel de ville et y organise la défense. Il fait imprimer une affiche, sorte de profession de foi, qui sera la seule grande proclamation de la Commune de Narbonne. Des négociations sont menées pour convaincre les insurgés  de se rendre. Elles échouent.
Le 31 mars à 3 heures du matin, une fusillade fait deux morts parmi les insurgés. L'armée, commandée par le général Zentz, prépare des canons pour bombarder l'hôtel de ville. Une dernière mission de négociation semble promettre une amnistie, selon l'interprétation de Digeon tout du moins. Après discussions, les insurgés abandonnent l'hôtel de ville sur ordre de Digeon. Il a l'intention de se faire tuer sur place, mais ses camarades l'entraînent dans une maison particulière où il écrit au procureur pour se faire arrêter. L'armée occupe donc Narbonne sans combat, les insurgés se dispersant. Digeon est appréhendé le 1er avril 1871.

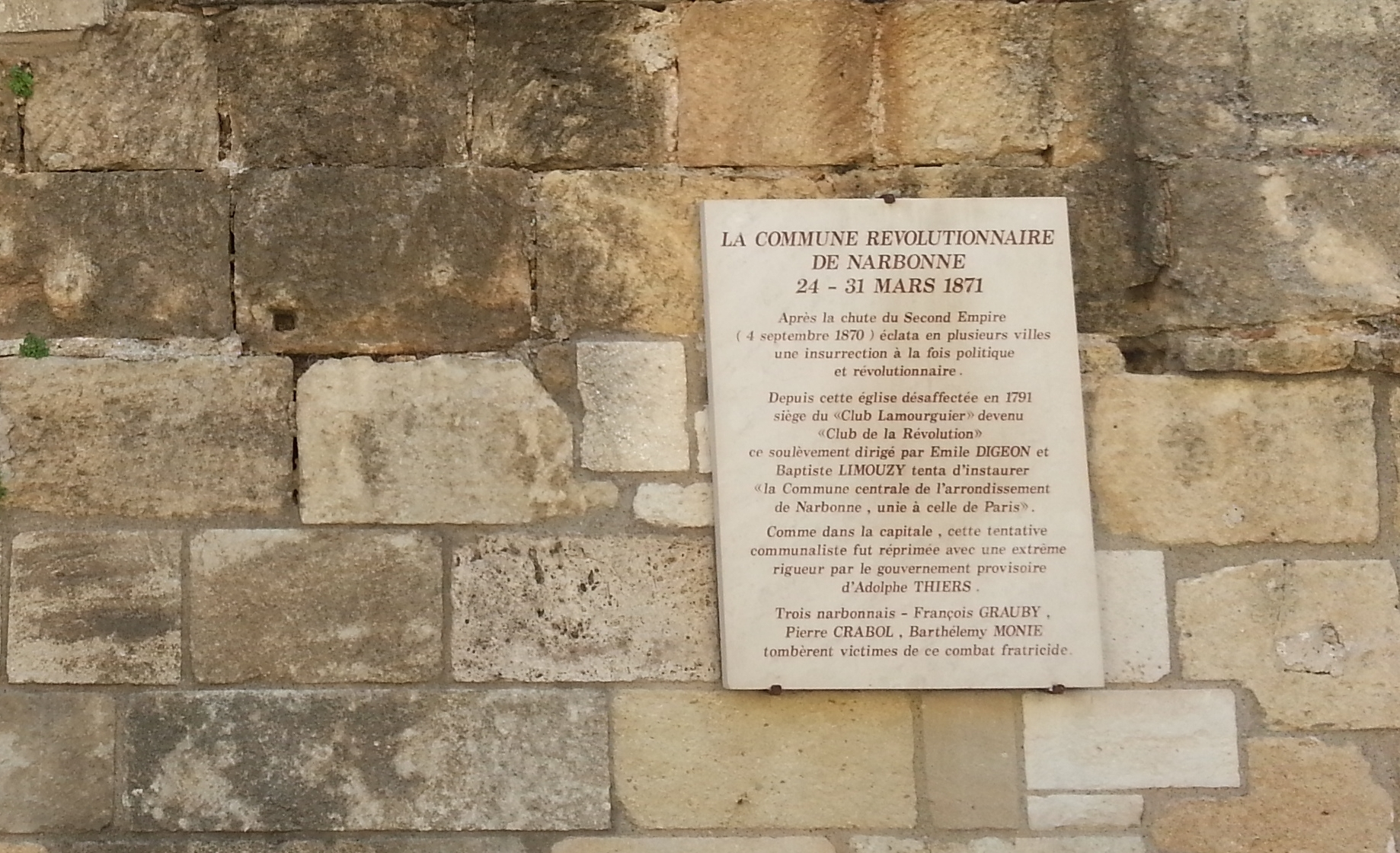
Plaque commémorative de la Commune de Narbonne sur le mur de l'église Notre-Dame de Lamourguier à Narbonne, où se réunissait le club de la Révolution.

En dépit de la promesse d'amnistie, Digeon est jugé avec 16 autres insurgés par la Cour d'assises de Rodez, les autorités délocalisant le procès par crainte d'une agitation populaire. Digeon et les autres prisonniers sont transférés à Rodez dans la nuit du 22 au 23 avril et dans la journée du 23 avril, en train.
Après plusieurs reports, le procès a finalement lieu en novembre, devant une foule nombreuse. Jules Guesde, alors journaliste à Montpellier et la femme de Digeon organisent sa défense,. Digeon affirme ses positions politiques. Beaucoup de témoins à charge, de façon surprenante pour l'accusation, insistent sur son honnêteté et sa courtoisie. Les témoins à décharge rappellent la promesse d'amnistie. Le samedi 18 novembre 1871, Digeon est finalement acquitté,,, ainsi que les autres accusés.

### Militant de la gauche socialiste audoise
Dans les derniers mois de 1871, Émile Digeon tente de monter une organisation républicaine radicale dans le Midi, mais c'est un échec. En janvier 1872, il retourne à Palma de Majorque. Il y monte un projet de soulèvement du Midi de la France auquel il tente d'associer Émile Eudes, mais sans succès. Il fonde à Palma une entreprise de fabrication de colorants végétaux. En 1876, il revient définitivement en France, à Paris puis à Puteaux, et fréquente assidûment Jules Guesde, revenu d'exil. Sa femme Hélène le quitte en 1878 ou 1879 pour retourner s'installer à Palma de Majorque.
Émile Digeon est trois fois candidat aux élections législatives dans la circonscription de Narbonne, successivement sous des étiquettes de plus en plus à l'extrême-gauche,. Sa première tentative a lieu à l'occasion d'une élection partielle en 1880. Digeon se présente comme « républicain socialiste », candidat le plus à gauche. Refusant de faire campagne par purisme, il recueille un tiers des voix au premier tour et se désiste pour le second. Il présente de nouveau sa candidature aux élections législatives générales de septembre 1881. Il porte alors l'étiquette de « candidat républicain radical socialiste ». Au premier tour, il arrive deuxième, avec 41% des voix. Au second tour, il est battu par le candidat républicain moins radical que lui, Joseph Malric. Ce dernier démissionne en 1883, ce qui provoque une nouvelle élection. Digeon est moins présent dans la circonscription, parce qu'il est fixé à Paris. Il s'y représente néanmoins, comme « candidat anarchiste ». Le camp socialiste est divisé et Digeon arrive dernier à l'issue du premier tour. Ses défaites électorales participent de son évolution vers l'anarchisme.
En plus de son amitié avec Jules Guesde, Digeon entretient des relations étroites avec des figures de la gauche socialiste, Louise Michel, Auguste Blanqui, Louis Blanc et Jules Vallès. Il fait partie des hommes clefs des réseaux socialistes des années 1880. Prônant l'union des révolutionnaires, il écrit dans des journaux socialistes et anarchistes, dont Le Cri du Peuple. Il devient de plus en plus anarchiste, par refus de l'autorité et des compromissions du pouvoir. Avec Paul Narbonne, il dirige de 1880 à 1883 un hebdomadaire narbonnais appelé L’émancipation sociale, qui publie des textes de nombreux militants de la gauche socialiste.

### Anarchiste
Louise Michel se félicite de l'évolution de la pensée politique de Digeon : 

« Brave Digeon ! Il avait vu tant de choses, qu’au retour de Calédonie, nous l’avons retrouvé anarchiste, de révolutionnaire autoritaire qu’il avait été, sa grande intégrité lui montrant le pouvoir comme source de tous les crimes entassés contre les peuples. »

Digeon publie plusieurs brochures, mais développe sa pensée politique principalement dans deux d'entre elles, Droits et devoirs dans l’anarchie rationnelle (1882) et Propos révolutionnaires (1884). Il y défend la liberté individuelle, dans la limite de celle d'autrui et admet la nécessité des règles sociales. Il propose que le pouvoir soit exercé à tour de rôle par chaque citoyen. Il défend la justice sociale et le mandat impératif. Selon lui, la solution est ce qu'il appelle « l’anarchie rationnelle ». Il faut :  

« n’admettre aucune autorité en dehors de celle du peuple exercée directement dans le vote des lois, et par l’intermédiaire de délégués toujours révocables. »

Au nom de la liberté individuelle, Digeon refuse « le communisme absolu et le collectivisme de production » et propose que les individus s'associent librement pour travailler. Les marchandises seraient échangées selon une échelle fixe de valeur, sans concurrence ni spéculation.

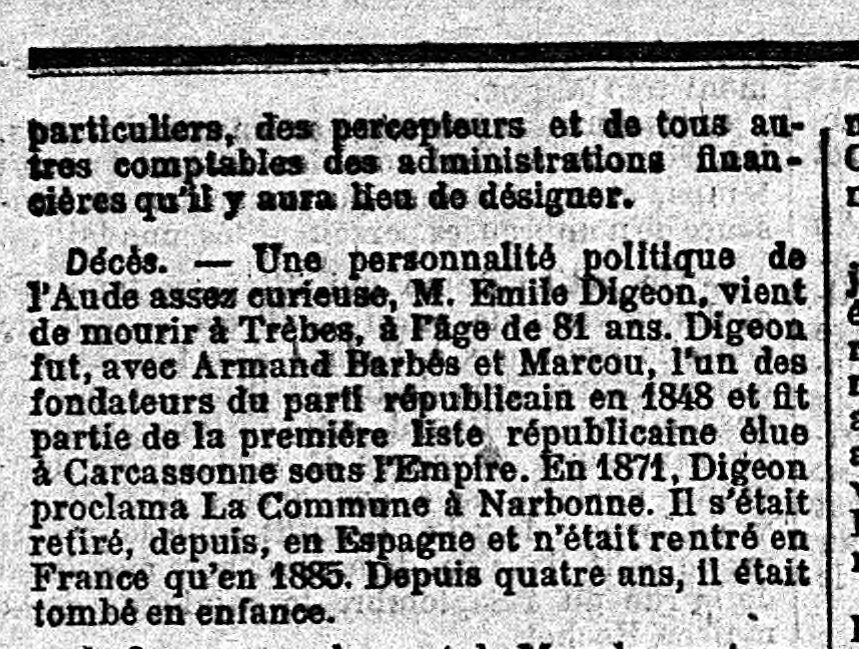
Nécrologie d'Émile Digeon, Le Figaro, 26 mars 1894, page 3.

Digeon accepte le jeu électoral jusqu'en 1883, année où il se présente pour la dernière fois, comme candidat anarchiste. Mais il change ensuite d'avis et  l'année suivante, dans ses Propos Révolutionnaires, il prône l'abstention. Il rédige même une brochure abstentionniste, intitulée Ne Votons pas !, pour les élections municipales de 1884. Ses brochures sont traduites et diffusées dans plusieurs pays.
Pendant cette période, il côtoie Clément Duval qui cherche à apprendre à faire des explosifs. Celui-ci ne parvenant pas à trouver de jeunes anarchistes disponibles pour l'aider trouve chez Digeon une aide complète ; il conseille à Duval d'agir avec beaucoup de prudence et d'amasser suffisamment d'argent pour pouvoir prévenir toute éventualité.
Sa santé se dégradant, alors qu'il manque de ressources financières, Digeon est hébergé en 1886 chez un parent, Oscar Avrial, à Trèbes, dans l'Aude. C'est là qu'il décéde le 24 mars 1894. L'enterrement a lieu à Trèbes, en présence de socialistes et de francs-maçons. La seule cérémonie est la lecture de son testament politique, une profession de foi athée, anticléricale, sociale et anarchiste. Comme il l'avait demandé, son corps est enterré dans une fosse commune et non dans le caveau familial. Le 29 mars, l'hebdomadaire du parti socialiste de Narbonne, La République sociale, publie un numéro entouré de noir qui lui est presque entièrement consacré. Entretemps, Le Figaro du lundi 26 mars 1894 a publié une petite nécrologie. Son épouse Hélène meurt à Palma de Majorque deux ans plus tard, le 23 mai 1896.

## Œuvres
- La voix d'un mystifié du 2 décembre : M. Émile Ollivier, mandat impératif, le serment, Paris, 1869, 31 p. (lire en ligne)
- Proposition de mise en accusation de Gambetta et de ses ministres (affiche), Imp. de A. Baudu, 1881 (lire en ligne).
- Droits et devoirs dans l’anarchie rationnelle, Paris, Fayard, 1882, 35 p. (lire en ligne).
- À l’armée, 1883.
- Le 14 juillet 1789, aperçu historique du vrai rôle du peuple dans la prise de la Bastille, Impr. M. Décembre, 1884, 8 p. (lire en ligne).
- Propos révolutionnaires, Paris, Imprimerie de M. Décembre, 1884, 24 p. (lire en ligne).
- Ne votons pas !, 1884.
- La Commune de Paris devant les anarchistes, 1885.